# Jean Allison
Jean Allison (New York, 24 ottobre 1929 – Rancho Palos Verdes, 28 febbraio 2024) è stata un'attrice statunitense.
Apparve in 5 film dal 1958 al 1979 e recitò in più di 90 produzioni per la televisione dal 1957 al 1984.

## Biografia
Jean Allison nacque a New York il 24 ottobre 1929. Molto attiva sul piccolo schermo, Jean Allison debuttò in televisione a metà degli anni cinquanta e fu accreditata, nel corso degli anni, diverse volte per numerose interpretazioni. Interpretò il personaggio di Helen Yeager in un doppio episodio della serie Starsky & Hutch nel 1977 e una miriade di ruoli minori e apparizioni da guest star in decine di episodi di serie televisive, dall'epoca d'oro della televisione statunitense fino agli anni ottanta. Interpretò anche ruoli diversi in più di un episodio, come nelle serie The Californians, Schlitz Playhouse of Stars, Mike Hammer, U.S. Marshal, Lo sceriffo indiano, The Alaskans, Hawaiian Eye, Ricercato vivo o morto, I detectives, Indirizzo permanente, Laramie, Il dottor Kildare, Gunsmoke, Difesa a oltranza, Squadra emergenza, Charlie's Angels.
Collezionò inoltre diverse presenze per il cinema recitando in ruoli più o meno secondari, come Eleanor Hackett in Edge of Fury (1958), Nell Lucas in Devil's Partner (1961), Florence Maguire in The Steagle (1971), Mrs. Dixon in Cattive compagnie (1972), Mrs. Steensma in Hardcore (1979), sua ultima interpretazione cinematografica.
Nel 1984 recitò nell'episodio A Divine Madness della serie Autostop per il cielo, che resta la sua ultima apparizione per la televisione secondo IMDb.
Morì a Rancho Palos Verdes il 28 febbraio 2024 all'età di 94 anni.

## Filmografia

### Cinema
- Edge of Fury (1958)
- Devil's Partner (1961)
- The Steagle (1971)
- Cattive compagnie (Bad Company), regia di Robert Benton (1972)
- Hardcore (1979)

### Televisione
- General Electric Theater – serie TV, episodio 6x03 (1957)
- Schlitz Playhouse of Stars – serie TV, 2 episodi (1957-1959)
- The Californians – serie TV, 2 episodi (1958-1959)
- Mike Hammer – serie TV, 2 episodi (1958-1959)
- Avventure in elicottero (Whirlybirds) – serie TV, 3 episodi (1958-1959)
- Have Gun - Will Travel – serie TV, episodio 1x20 (1958)
- Letter to Loretta – serie TV, un episodio (1958)
- The Restless Gun – serie TV, episodio 2x01 (1958)
- Il tenente Ballinger (M Squad) – serie TV, un episodio (1958)
- Maverick – serie TV, episodio 2x08 (1958)
- The Rough Riders – serie TV, episodio 1x08 (1958)
- Trackdown – serie TV, un episodio (1958)
- Bronco – serie TV, 2 episodi (1959-1960)
- Alcoa Presents: One Step Beyond – serie TV, 2 episodi (1959-1960)
- Ricercato vivo o morto (Wanted: Dead or Alive) – serie TV, episodi 2x10-3x17 (1959-1961)
- Sugarfoot – serie TV, un episodio (1959)
- Lawman – serie TV, un episodio (1959)
- The Millionaire – serie TV, un episodio (1959)
- State Trooper – serie TV, un episodio (1959)
- Bourbon Street Beat – serie TV, un episodio (1959)
- Gli uomini della prateria (Rawhide) - serie TV, episodio 2x04 (1959)
- Shotgun Slade – serie TV, episodio 1x02 (1959)
- U.S. Marshal – serie TV, 3 episodi (1959)
- Carovane verso il west (Wagon Train) – serie TV, un episodio (1959)
- L'uomo e la sfida (The Man and the Challenge) – serie TV, episodio 1x13 (1959)
- Lo sceriffo indiano (Law of the Plainsman) – serie TV, 2 episodi (1959)
- I detectives (The Detectives) – serie TV, episodi 2x08-3x17 (1960-1962)
- Indirizzo permanente (77 Sunset Strip) – serie TV, 3 episodi (1960-1962)
- This Man Dawson – serie TV, un episodio (1960)
- Johnny Midnight – serie TV, un episodio (1960)
- Johnny Ringo – serie TV, un episodio (1960)
- Avventure lungo il fiume (Riverboat) – serie TV, un episodio (1960)
- Bonanza - serie TV, episodio 1x26 (1960)
- Tombstone Territory – serie TV, un episodio (1960)
- The Alaskans – serie TV, episodi 1x26-1x36 (1960)
- Tate – serie TV, un episodio (1960)
- The Westerner – serie TV, un episodio (1960)
- Tales of Wells Fargo – serie TV, un episodio (1960)
- Hawaiian Eye – serie TV, 2 episodi (1960)
- Hong Kong – serie TV, episodio 1x13 (1960)
- The Rifleman – serie TV, un episodio (1961)
- Hennesey – serie TV, un episodio (1961)
- Le leggendarie imprese di Wyatt Earp (The Life and Legend of Wyatt Earp) – serie TV, un episodio (1961)
- Outlaws – serie TV, episodio 1x16 (1961)
- Perry Mason – serie TV, un episodio (1961)
- The Roaring 20's – serie TV, un episodio (1961)
- Bat Masterson – serie TV, un episodio (1961)
- The Brothers Brannagan – serie TV, un episodio (1961)
- Laramie – serie TV, 2 episodi (1962-1963)
- Il dottor Kildare (Dr. Kildare) – serie TV, 2 episodi (1962-1963)
- Lotta senza quartiere (Cain's Hundred) – serie TV, un episodio (1962)
- The Dick Powell Show – serie TV, episodio 1x23 (1962)
- Saints and Sinners – serie TV, un episodio (1962)
- The Dick Van Dyke Show – serie TV, un episodio (1963)
- The Third Man – serie TV, un episodio (1964)
- Gunsmoke – serie TV, 2 episodi (1970-1974)
- Dove vai Bronson? (Then Came Bronson) – serie TV, un episodio (1970)
- Matt Lincoln – serie TV, un episodio (1970)
- Difesa a oltranza (Owen Marshall, Counselor at Law) – serie TV, 2 episodi (1971-1974)
- Cannon – serie TV, un episodio (1971)
- Un uomo per la città (The Man and the City) – serie TV, un episodio (1971)
- The Death of Me Yet – film TV (1971)
- Uno sceriffo a New York (McCloud) – serie TV, un episodio (1971)
- Squadra emergenza (Emergency!) – serie TV, 4 episodi (1972-1977)
- Adam-12 – serie TV, 2 episodi (1973-1974)
- Brock's Last Case – film TV (1973)
- A tutte le auto della polizia (The Rookies) – serie TV, 2 episodi (1973)
- Chase – serie TV, un episodio (1973)
- Hec Ramsey – serie TV, un episodio (1973)
- The Elevator – film TV (1974)
- Parenti e tanti guai (Sons and Daughters) – serie TV, un episodio (1974)
- Agenzia Rockford (The Rockford Files) – serie TV, un episodio (1974)
- Ironside – serie TV, 2 episodi (1974)
- A Cry for Help – film TV (1975)
- S.W.A.T. – serie TV, un episodio (1975)
- Man on the Outside – film TV (1975)
- Marcus Welby (Marcus Welby, M.D.) – serie TV, un episodio (1976)
- La donna bionica (The Bionic Woman) – serie TV, un episodio (1976)
- Ultimo indizio (Jigsaw John) – serie TV, un episodio (1976)
- The Strange Possession of Mrs. Oliver – film TV (1977)
- Codice R (Code R) – serie TV, un episodio (1977)
- Una famiglia americana (The Waltons) – serie TV, un episodio (1977)
- Charlie's Angels – serie TV, 2 episodi (1977)
- Starsky & Hutch (Starsky and Hutch) – serie TV, 2 episodi (1977)
- Alla conquista del West (How the West Was Won) – serie TV, 3 episodi (1978)
- Lou Grant – serie TV, un episodio (1978)
- Vega$ – serie TV, un episodio (1979)
- A cuore aperto (St. Elsewhere) – serie TV, un episodio (1983)
- Simon & Simon – serie TV, un episodio (1984)
- Autostop per il cielo (Highway to Heaven) – serie TV, un episodio (1984)